# Caracato
Caracato es una localidad del municipio de Sapahaqui, ubicado en la provincia de Loayza del departamento de La Paz, en Bolivia.  

## Ubicación e historia
El valle de Caracato se encuentra a 2534 m s. n. m. y su población se dedica, principalmente, a la producción agrícola. Caracato se encuentra a tres horas de viaje de la ciudad de La Paz y se llega hasta él por la carretera La Paz-Oruro, entrando por Ayo Ayo, aunque también tiene acceso desde Sapahaqui.
Además de su producción de fruta, Caracato es famoso por haber sido la cuna de la heroína indígena Bartolina Sisa. Otro aspecto por el que Caracato es famoso es que la narración de la novela boliviana Juan de la Rosa, escrita por Nataniel Aguirre, se desarrolla parcialmente en este valle.   

El narrador, que cuenta hechos de la independencia boliviana, dice:  
Dícese que al recibir la noticia del nuevo alzamiento le acometieron por primera vez las convulsiones violentas y dolorosas que después le sirvieron de pretexto para abandonar la imposible empresa en que estaba empeñado y retirarse a vegetar en la Península, muy envanecido de su título de Conde de Huaqui, que yo, lectores míos, no cambiaría con el mío, de comandante y edecán del Gran Mariscal de Ayacucho, con el que me honro en este hondo y escondido valle de Caracato, en mi pobre viñedo, al lado de mi dulce y tierna compañera Merceditas. 